# Diego Madrigal
Diego Madrigal (vollständiger Name Diego Josué Madrigal Ulloa; * 19. März 1989 in San José) ist ein costa-ricanischer Fußballspieler.

## Karriere

### Verein
Diego Madrigal erlernte das Fußballspielen in der Jugendmannschaft von La U Universitarios. Hier unterschrieb er 2008 auch seinen ersten Profivertrag. Der Verein aus der costa-ricanischen Provinz Heredia spielte in der höchsten Liga des Landes, der Liga de Fútbol de Primera División. 2010 wechselte er zum Ligakonkurrenten CS Herediano nach Heredia. Anfang 2011 ging er nach Paraguay. Hier schloss er sich dem in der ersten Liga, der Primera División de Paraguay, spielenden Club Cerro Porteño an. Für den Klub aus Asunción absolvierte er fünf Erstligaspiele. Im September 2011 kehrte er zu seinem ehemaligen Verein CS Herediano zurück. Im Februar 2012 erfolgte eine Ausleihe zu Manchester Howrah nach Indien. Nach einem Monat wurde der Leihvertrag wieder aufgelöst. Über den Santos de Guápiles FC (Costa Rica) wechselte er 2013 zu CD Saprissa. Mit dem Verein aus San Juan de Tibás gewann er 2013 den Torneo de Copa de Costa Rica. Anfang 2014 ging er nach Aserbaidschan. Hier verpflichtete ihn der in der ersten Liga, der Premyer Liqası, spielende İnter Baku aus Baku. Bis September 2015 absolvierte er 16 Erstligaspiele. Anschließend wechselte er wieder in seine Heimat, wo er für Belén FC und LD Alajuelense auf dem Spielfeld stand. Im Januar 2017 zog es ihn nach Asien. Hier unterschrieb er einen Vertrag beim thailändischen Erstligisten Suphanburi FC. Mit dem Verein aus Suphanburi spielte er in der ersten Liga des Landes, der Thai League. Nach der Hinserie und 14 Spielen war er von Juli 2017 bis Januar 2018 vertrags- und vereinslos. Von Februar 2018 bis August 2018 spielte er für seinen ehemaligen Verein Santos de Guápiles FC, im Anschluss beim AD San Carlos. Für den Verein aus Ciudad Quesada spielte er bis zum 30. Juni 2020. Danach war er für Pococì, den Sporting FC und Municipal Liberia aktiv.

### Nationalmannschaft
Diego Madrigal spielte siebenmal in der U20-Nationalmannschaft von Costa Rica. Mit der Mannschaft nahm der an der U-20-Fußball-Weltmeisterschaft 2009 in Ägypten teil. Von 2010 bis 2011 spielte er elfmal in der A-Nationalmannschaft. Sein Länderspieldebüt gab er am 26. Januar 2010 in einem Freundschaftsspiel gegen Argentinien. In dem Spiel wurde er nach der Halbzeitpause für Esteban Granados eingewechselt und in der 76. Minute schoss er sein erstes Tor.

## Erfolge
CD Saprissa
- Torneo de Copa de Costa Rica: 2013